# Korsør Boldklub
Korsør Boldklub er en dansk fodboldklub, som blev stiftet i 1903 og er hjemmehørende i Korsør. Klubben er medlem af Sjællands Boldspil-Union (SBU) og dens førstehold spiller i dag i unionens lokale serier. Kampene og træningen afvikles på Korsør Gl. Stadion (med opvisningsbane) og Korsør Ny Stadion.
Klubbens bedste herrehold har tidligere deltaget i den bedste danske fodboldrække, men rykkede i 1949/50-sæsonen ud af den tredjebedste række og hermed Danmarksturneringen i fodbold.

## Fodnoter
1. ↑  Korsørhallen og Ny og Gl. stadion (Webside ikke længere tilgængelig) Korsør Kommune, Kultur- og Fritidsområdet, hentet den 5. oktober 2007.
2. ↑  Korsør Boldklub Arkiveret 5. oktober 2007 hos  Wayback Machine haslund.info, hentet den 5. oktober 2007.